# Mokichi Saitō
Mokichi Saitō, in giapponese, 斎藤 茂吉 (Kaminoyama, 14 maggio 1882 – 25 febbraio 1953), è stato un poeta e psichiatra giapponese del Periodo Taishō.

## Biografia
La psichiatra Shigeta Saitō è il suo primo figlio, il romanziere Morio Kita è il suo secondo figlio e la saggista Yuka Saitō è sua nipote.
Mokichi nacque nel villaggio di Kanakame, ora parte di Kaminoyama, Yamagata nel 1882. Frequentò la Scuola Medica Imperiale dell'Università di Tokyo e, dopo la laurea nel 1911, si unì allo staff dell'ospedale Sugamo dove iniziò i suoi studi di psichiatria. In seguito ha diretto l'ospedale di Aoyama, una struttura psichiatrica.
Mokichi studiò tanka sotto Itō Sachio, un discepolo di Masaoka Shiki e leader, dopo la morte del suo maestro, della Negishi Tanka Society; Sachio ha anche curato la rivista ufficiale della società, di nome Ashibi. Questa rivista, a causa del crescente impegno di Sachio verso altre attività letterarie, fu successivamente sostituita da Araragi nel 1908. La pubblicazione nel 1913 della prima collezione di tanka di Mokichi, Shakkō ("Luce rossa") ebbe immediatamente successo con il pubblico più vasto. La prima edizione raccolse il lavoro del poeta dagli anni 1905-1913 e includeva 50 sequenze di tanka (rensaku), con l'autobiografica "My Mother is Dying" (死 に た ま ふ 母 Shinitamau haha) è forse la sequenza più celebre del libro.
La carriera di Mokichi come poeta durò quasi 50 anni. Al momento della sua morte, all'età di 70 anni, ha pubblicato diciassette raccolte di poesie che includono "14.200 circa poesie", le opere raccolte essendo per la maggior parte dedicate ai tanka. Ricevette l'Ordine della Cultura nel 1951.
Mokichi era il medico di famiglia dell'autore Ryūnosuke Akutagawa e potrebbe aver inconsapevolmente svolto un ruolo indiretto nel suicidio di quest'ultimo. Scrisse anche saggi filologici su waka di Kakinomoto no Hitomaro e di Minamoto no Sanetomo.